# Empis edwardsi
Empis edwardsi är en tvåvingeart som beskrevs av Smith 1971. Empis edwardsi ingår i släktet Empis och familjen dansflugor.
Artens utbredningsområde är Uganda. Inga underarter finns listade i Catalogue of Life.